# 佐々木淳 (医師)
佐々木 淳（ささき じゅん、1973年 - ）は、京都市生まれの医師。医療法人社団悠翔会理事長・診療部長。

## 人物
1973年京都府京都市生まれ。千葉県立東葛飾高等学校を経て、1998年筑波大学医学専門学群を卒業後、社会福祉法人三井記念病院に内科研修医として入職。消化器内科に進み、おもに肝腫瘍のラジオ波焼灼療法などに関わる。2004年東京大学大学院医学系研究科博士課程に進学。大学院在学中のアルバイトで在宅医療に出会う。「人は病気が治らなくても、幸せに生きていける」という事実に衝撃を受け、在宅医療にのめり込む。
2006年大学院を退学し在宅療養支援診療所を開設。2008年法人化し、現職。2021年より内閣府規制改革推進会議専門委員。 現在、首都圏ならびに沖縄県(南風原町)に全18クリニックを展開。約6000名の在宅患者さんへ24時間対応の在宅総合診療を行っている。

## 著書
- 在宅医療カレッジ 地域共生社会を支える多職種の学び21講
- 現場で役立つよくわかる訪問看護 アセスメントとケアに自信がつく!
- 年をとったら食べなさい 在宅医療のエキスパートが教える
- Re:CAREポストコロナ時代の新たなケアのカタチ
- これからの医療と介護のカタチ 超高齢社会を明るい未来にする10の提言
- 在宅医療 多職種連携ハンドブック “最期まで住み慣れた地域での生活”を支援する
- 点滴はもういらない 最期を決める覚悟とタイミング
- 家族のための在宅医療実践ガイドブック